# Província de Leyte
Leyte, o Leyte del Nord (en filipí Leyte o Hilagang Leyte, en anglès Leyte o Northern Leyte), és una província de les Filipines, situada a la regió de les Visayas Orientals. La província ocupa els tres quarts septentrionals de l'illa homònima. Es troba a l'oest de Samar, al nord de Leyte del Sud i al sud de Biliran. A l'oest de Leyte, hi ha la província de Cebú.
Té una extensió de 5.901,5 km² i una població d'1.544.251 habitants (2007); a l'oest i al sud predominen els cebuanos, que parlen cebuà, mentre que al nord habiten els samareños, de llengua waray-waray. Les ciutats d'Ormoc i Tacloban en són independents administrativament i no formen part de la província, tot i que sovint hi són incloses amb finalitats estadístiques. La capital administrativa és la ciutat de Tacloban.
Es va crear el 10 de març de 1917.
A Leyte s'han produït alguns dels esdeveniments més importants de la història de les Filipines. Per exemple, en el context de la Segona Guerra Mundial, Douglas MacArthur, acompanyat pel president filipí Sergio Osmeña i el delegat del govern nord-americà Carlos Peña Rómulo, van desembarcar a la platja de Palo per començar la conquesta de l'arxipèlag als japonesos durant l'anomenada batalla de Leyte.
Hi ha un monument al lloc on MacArthur i el seu exèrcit van desembarcar el dia 20 d'octubre de l'any 1944.
Precisament el capitoli provincial va ser la seu del Govern autònom filipí quan l'arxipèlag era un territori dels Estats Units des del 23 d'octubre fins al 27 de febrer de 1945.
Cal destacar també el pintoresc pont de San Juanico, que connecta les illes de Leyte i de Samar. És un component important de la xarxa de carreteres que es desenvolupen a tot el país. El pont és el més llarg i més bell de tots els ponts construïts a les Filipines.

## Divisió administrativa
La província de Leyte es compon de 2 ciutats (Ormoc i Tacloban) i 41 municipis, subdividits alhora en 1.393 barangays.

### Municipis
| - Abuyog - Alangalang - Albuera - Babatngon - Barugo - Bato - Baybay - Burauen - Calubian - Capoocan - Carigara - Dagami | - Dulag - Hilongos - Hindang - Inopacan - Isabel - Jaro - Javier (Bugho) - Julita - Kananga - La Paz | - Leyte - MacArthur - Mahaplag - Matag-ob - Matalom - Mayorga - Merida - Palo - Palompon - Pastrana | - San Isidro - San Miguel - Santa Fe - Tabango - Tabontabon - Tanauan - Tolosa - Tunga - Villaba |